# Kärmsjöbäckens naturreservat
Kärmsjöbäckens naturreservat är ett naturreservat ungefär 2 mil norr om Junsele, i Sollefteå kommun. Reservatet inrättades 2014 och omfattar 286 hektar med ett av länets mest skyddsvärda förekomster av flodpärlmussla. Reservatet sträcker sig längs Kärmsjöbäcken, från Stor-Kärmsjön, via Lill-Kärmsjön, ner till Ruskån, dvs. ungefär 10 kilometer. I reservatet ingår ett historiskt sameviste.

## Fauna
Fiskfaunan i Kärmsjöbäcken består av öring, lake, gädda och nejonöga. I de omgivande sjöarna finns dessutom abborre, mört och gärs.
Bäcken har ett flodpärlmusslebestånd med god föryngring och utter förekommer regelbundet i området.